# Wikipédia en tswana
Wikipédia en tswana (en tswana : English Wikipedia) est l’édition de Wikipédia en tswana (ou setswana), langue bantoue parlée en Afrique du Sud et en Botswana. L'édition est lancée en mars 2004 et les premiers articles écrits en mai 2004. Son code est : tn.
Au 20 mars 2025, l'édition en tswana contient 2 121 articles et compte 11 379 contributeurs, dont 31 contributeurs actifs et 1 administrateur.

## Présentation

Aire de diffusion du tswana.

## Statistiques
- En septembre 2013, l'édition en tswana compte quelque 500 articles et 3 400 utilisateurs enregistrés.
- Le 6 novembre 2022, elle contient 937 articles et compte 9 433 contributeurs, dont 34 contributeurs actifs et 2 administrateurs.
- Le 25 septembre 2024, elle contient 1 888 articles et compte 10 948 contributeurs, dont 39 contributeurs actifs et 1 administrateur.